# Lorsica
Lorsica (ligur nyelven Lòrsega) település Olaszországban, Liguria régióban, Genova megyében. Lakosainak száma 395 fő (2023. január 1.). Lorsica Favale di Malvaro, Montebruno, Orero, Rezzoaglio, Cicagna, Mocònesi, Neirone és Torriglia községekkel határos.

## Népesség
A település lakossága az elmúlt években az alábbi módon változott:
| Lakosok száma | 449  | 437  | 395  |
|               | 2017 | 2018 | 2023 |